# Hostal de la Polla
L'Hostal de la Polla és un edifici del municipi d'Aiguafreda (Osona) que forma part de l'Inventari del Patrimoni Arquitectònic de Catalunya. La casa té uns tres-cents anys, no és l'únic hostal que nasqué arran de l'existència del camí ral i del naixement del poble de les Ferreries (Aiguafreda).

## Descripció
És un edifici de grans dimensions. Semblant a les masies de tipologia clàssica. Façana simètrica que dona a la carretera on s'obren moltes finestres. La casa és de planta baixa i dos pisos, coberta amb teulada a dos vessants. En un dels laterals té adossada l'eixida, amb quatre arcades d'arc de mig punt rebaixat aguantades per tres columnes. Aquesta galeria queda com suspesa a l'aire entre els dos cossos.